# Avet Terterjan
Alfred Rubenovič „Avet“ Terterjan arménsky Ալցրեդ "Ավետ" Տերտերյան, (29. července 1929 Baku – 11. prosince 1994 Jekatěrinburg) byl arménský hudební skladatel a nositel ceny Konráda Adenaura. Složil osm symfonií a jednu operu. V letech 1960-1963 byl výkonným tajemníkem Arménského svazu skladatelů. V letech 1970-1974 byl přednostou hudebního oddělení Arménského ministerstva kultury. Od roku 1985 učil na konzervatoři v Jerevanu. Byl blízkým přítelem skladatele Gija Kančeliho, jehož dílo Styx je rozloučením s Terterjanem a Alfredem Schnittkem, jejichž jména zpívá sbor během celé skladby. Vytvořil též hudbu pro řadu sovětských a ruských filmů.